# Kitáb-i-Aqdas

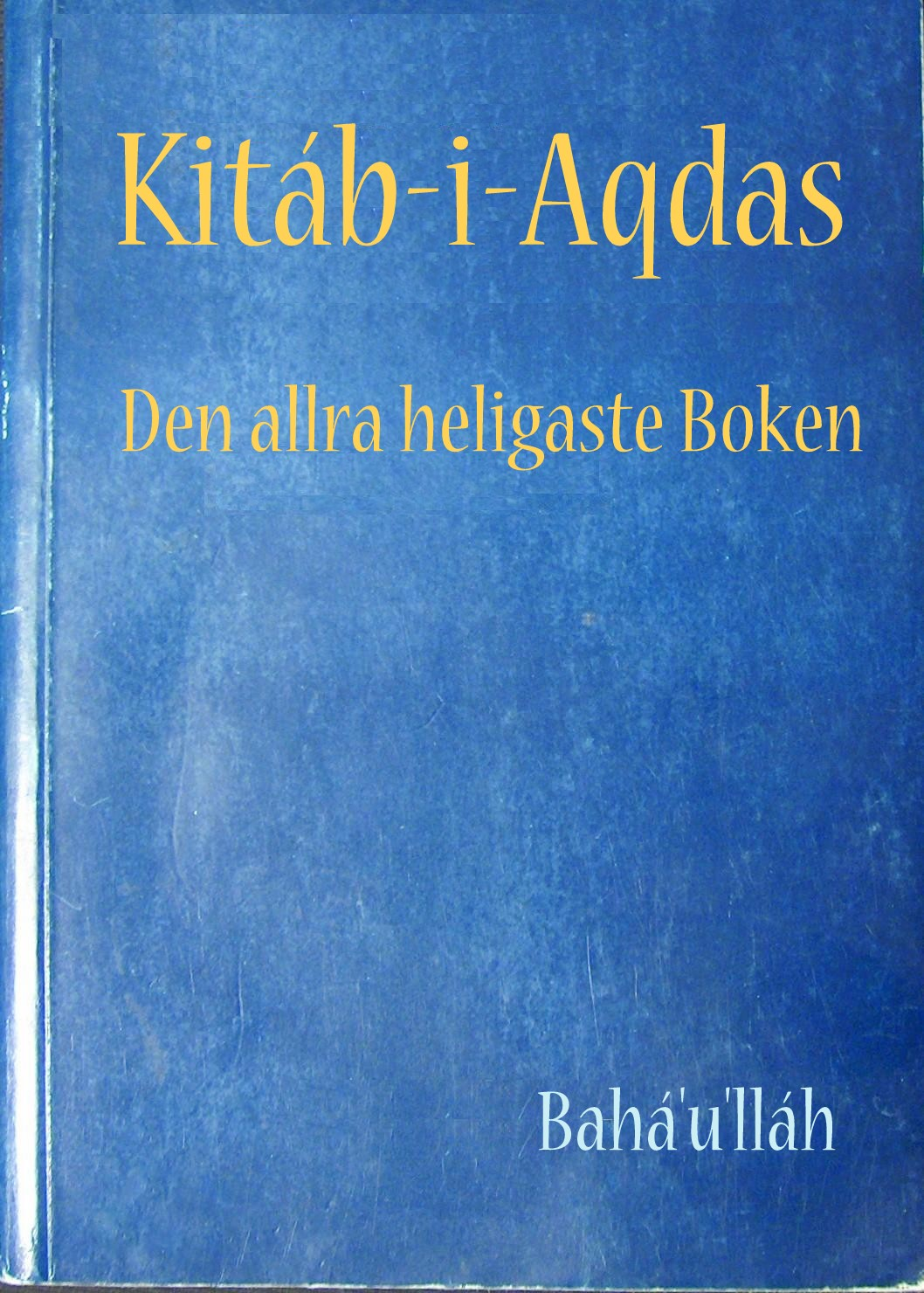
jedno z vydání Kitáb-i-Aqdas

Kitáb-i-Aqdas nebo Aqdas (arabsky „Nejsvětější kniha“) je jméno ústřední knihy Bahá'í víry a Bahá'í Písma; mimo jiné obsahuje Bahá'í zákony a zásady.
Bahá'isté věří, že byla zjevena Bahá'u'lláhovi v Akká.